# Bordáskalapú kupakgomba
A bordáskalapú kupakgomba (Entoloma longistriatum) a döggombafélék családjába tartozó, Európában és Észak-Amerikában honos, erdőszéleken, parkokban, füves területeken élő, mérgező gombafaj.

## Megjelenése
A bordáskalapú kupakgomba kalapja 1,5-5 cm széles, eleinte kúpos, félgömb vagy harang alakú, később domborúan, idősen laposan kiterül, közepe bemélyed. Nedvesen a széle mélyen, a kalap felén túl is bordázott. Higrofán: nedvesen sötét piszkossárgásbarna, bézsbarna, vörösbarna vagy szürkésbarna, közepe sötétebb; megszáradva elhalványodik. Felszíne középen kissé pikkelyes, a szélén sugarasan szálas. 
Húsa vékony, a kalapbőr alatt a kalapéhoz hasonló színű, lejjebb halványabb. Szaga gyenge, aromás; íze avas lisztszerű. 
Sűrű lemezei tönkhöz nőttek. Színük barna, éretten a spóráktól rózsaszínes, húsbarnás árnyalatot kapnak. 
Tönkje 2-8 cm magas és 0,1-0,5 cm vastag. Alakja hengeres vagy oldalról nyomott, hosszanti vájattal, töve kissé megvastagodott. Színe a csúcsán sárgásbarna, lejjebb szürkésbarna, gyakran fémszürkés árnyalattal. Felszíne sima,fényes, tövéhez fehér micéliumszövedék kapcsolódik. 
Spórapora rózsaszínű. Spórája szögletes, 6-9 csúcsú, mérete 10-14,5 x 6-9 µm.

### Hasonló fajok
A keresztspórás kupakgomba hasonlít hozzá.

## Elterjedése és termőhelye
Európában és Észak-Amerikában honos.
Réteken, gyepekben, ligeterdőkben fordul elő, inkább meszes talajon. Kora nyártól őszig terem. 
Mérgező.